# USS Ентърпрайз (NCC-1701-D)
USS Ентърпрайз (NCC-1701-D) е боен звездолет от клас „Галакси“ на Федерацията на обединените планети в сериала „Стар Трек: Следващото поколение“ и пълнометражния филм „Стар Трек VII: Космически поколения“, където бива унищожен.
USS Ентърпрайз постъпва на въоръжение през 2362 г., като петия кораб на Федерацията, носещ това име. Той е назначен като флагмански кораб на Звездната флота. Звездолетът е унищожен през 2371 г. Под командването на капитан Жан-Люк Пикар, корабът представлява Федерацията на първи контакт с 27 непознати извънземни раси.